# The Crickets
The Crickets is een Amerikaanse rock-'n-rollband uit Lubbock in Texas die in de jaren vijftig werd geformeerd door Buddy Holly.  Samen hadden ze hun eerste hit in 1957 met That'll Be the Day. In 1958 verliet Holly de band en daarna kende het slechts bescheiden successen. The Crickets gaven hun laatste optreden op 6 februari 2016.

## Biografie
De naam van The Crickets (de krekels) is ontstaan als een list van Buddy Holly, Jerry Allison en Joe Mauldin om onder een contract uit te komen dat Holly in 1956 met Decca Records had getekend. Anders had hij het nummer That'll Be the Day niet bij het platenlabel Brunswick mogen uitbrengen. Vijftien maanden lang brachten ze platen uit onder Buddy Holly and the Crickets, met verder nog hits als Oh boy! en Peggy Sue. Aan het eind van 1958 verliet Holly de bandleden en liet hij zich tijdens een tour in Noord-Amerika begeleiden door Waylon Jennings, Tommy Allsup en Carl Bunch. Op 3 februari 1959 kwam Holly om tijdens een vliegtuigongeluk, een dag die de geschiedenis in is gegaan als The day the music died.
De band hergroepeerde zich, met Sonny Curtis (gitaar) en Earl Sinks (leadzanger) als nieuwe leden, terwijl Jerry Allison de feitelijke leiding in handen had. Nog hetzelfde jaar brachten ze de single Love's made a fool of you uit die geen notering in de hitlijsten verwierf. Ook slaagden ze daar niet in met een versie van I fought the law uit de pen van Curtis, en evenmin met More than I can say. De laatste twee nummers werden in de vertolkingen door anderen wel een succes, waardoor Bobby Vee en Sonny Curtis sindsdien ook bekend werden als songwriters.
In 1961 werd Jerry Naylor de leadzanger, met af en toe een overstap naar Sonny Curtis. In de periode tot 1965 namen ze veel versies op van The Beatles, met enkele kleine successen voor de eigen nummers My little girl en Don't ever change. Verder werd in 1962 nog een elpee opgenomen met Bobby Vee die een vergelijkbare sound vertolkte als Holly. Ook in Engeland kende de band nog kleine successen en verder traden ze muzikaal op in twee jukeboxfilms, Just for fun (1963) in Engeland en The girls on the beach (1965) in de Verenigde Staten. David Box was de leadzanger in 1964, toen ook hij tijdens een vliegtuigongeluk om het leven kwam.
Allisson en Curtis vormden aan het begin van de jaren zeventig de kern van de band, terwijl Mauldin de muziekwereld had verlaten. Ook werkten ze als sessiemuzikanten en componeerde Curtis de herkenningsmelodie voor The Mary Tyler Moore Show.
Aan het eind van de jaren zeventig kwam er een hernieuwde interesse voor de muziek van Buddy Holly, waarop Allison, Curtis en opnieuw Mauldin weer geregeld samenkwamen als The Crickets. In 1986 vertrok Curtis om solo verder te gaan en werd hij vervangen door Gordon Payne (zang). Paul McCartney bleef in al die jaren fan van de band en produceerde voor hen het nummer T shirt, dat in 1988 een bescheiden succes opleverde.
Rond 1995 voegde Curtis zich opnieuw bij The Crickets. Sindsdien traden hij, Allisson en Mauldin nog geregeld op, waaronder enkele jaren met Glen Hardin. Mauldin overleed in 2015 op 74-jarige leeftijd. In 1999 werd het Buddy Holly Center opgezet dat zich richt op Holly's carrière in het bijzonder en de muziek uit Lubbock en het westen van Texas in het algemeen.
In 2007 kregen The Crickets een ster op de Music City Walk of Fame in Nashville en een jaar later werden ze opgenomen in de Musicians Hall of Fame.

## Discografie

### Elpees
- The "chirping" crickets (1957, met Buddy Holly)
- The sound of the crickets (1958, EP met Buddy Holly)
- Buddy Holly (1958, met Buddy Holly)
- In style with the crickets (1960)
- Bobby Vee meets the crickets (1962)
- Something old, something new (1963)
- California sun (1964)
- Rock reflections (1971)
- Remnants (1973)
- Bubblegum, pop, ballads & boogie (1973)
- Long way from Lubbock (1975) (met Albert Lee).
- Back in style (1975)
- 3 piece (1988)
- T shirt (1988)
- Cover to cover (1995)
- The original (1996)
- Rockin (2000)
- Too much monday morning
- Crickets and their buddies (2004)
- About time too (met Mike Berry)

## Trivia
Eind jaren 1960 en begin jaren 1970 was er in Rotterdam ook een meidengroep die de naam The Crickets droeg, maar zichzelf niet vernoemden naar de Amerikaanse band.
Volgens een interview hebben The Beatles zich bij het kiezen van een naam door de Krekels laten inspireren door zich aanvankelijk The Silver Beetles te noemen.